# アルビレックスチアリーダーズ
アルビレックスチアリーダーズ（Albirex Cheerleaders）は、日本プロサッカーリーグ（Jリーグ）に加盟するアルビレックス新潟とジャパン・プロフェッショナル・バスケットボールリーグ（Bリーグ）に加盟する新潟アルビレックスBBの公式チアリーダーズ。

## 概要
総合スポーツクラブ・アルビレックス新潟のグループチームとして、新潟アルビレックス（現新潟アルビレックスBB）に続いて2001年に結成された。設立当初から、サッカーとバスケットボールという2つの関連競技団体のホームゲームでのチアリーディングを行う予定だったため、いずれかのチームの下部組織ではなくグループ内の独立組織として結成された。
独立組織であり、かつ、2つの競技団体と独占チア契約をしているため、他の「下部組織型」チアリーディングチームと異なる以下のような特徴を持つ。
- スポンサー募集、後援会等の設立、CMやテレビなどの出演交渉を独自にできるため、努力次第で収入構造を良くすることが出来る。
- シーズンオフがない。
- 継続的にチアリーディングというスポーツを追求できる。

また、日本におけるチアリーディングの第一人者である三田智子をチーフディレクターに迎え、競技のレベル向上に努めている。メンバーは新潟県出身者が多くを占めるものの、オーディションにより県外出身者の加入も増加している。
ユニフォームはオレンジと白を基調としたデザインになっている。

## 活動
- Jリーグ・J1　アルビレックス新潟ホームゲーム
- Bリーグ　新潟アルビレックスBBホームゲーム
- 2005年　愛・地球博新潟県関連イベント
- イースタン・リーグ オイシックス新潟アルビレックスBCホームゲーム
- 2008年 トキめき新潟国体、及びトキめき新潟大会普及活動
- 2011年　アルビレックス新潟シンガポールホームゲームに出演
- 2012年　JAF Grand Prix SUPER GT & Formula NIPPONに出演
- 2013年　エスエスケイスポーツインナーウェア「Jane style」イメージモデル

上記のほか、新潟県内外各地のイベント、県内企業のCM、新潟県・新潟市が主催するイベントに出演するほか、独自にチアリーディングスクールを開設している。
毎年6・7月にオーディションを実施するため、直前にファンフェスティバルを開催している。

## 育成
チアリーディングスクールとして県内11校を開設し、年齢に合わせたクラス編成で、レギュラーコースは4歳～高校3年生が3クラスに分かれてチアダンスの基礎から学び、高校生からは大人向けのチアコースでのレッスンを行う。
また、ステップアップコース・選抜コースでは、各クラスから講師の推薦により選ばれたスクール生が更にレベルアップしたレッスンを行い、年1回のオーディションによりトップチームの下部組織となるジュニアチアリーダーズを結成している。
- スクール生は、500名を超える。
- スクール生の発表会は年3回。（アルビレックス新潟ホームゲーム、新潟アルビレックスBBホームゲーム、スクールフェスティバル）
- 2009年のファンフェスティバルでの発表は行わなかった。

## スタッフ
チーフディレクター
- 三田智子 2006-2020

マネージングディレクター
- 栗山由美 2020-

ディレクター
- 三田智子 2001-2006
- 柳下容子 2006-2008
- 百瀬薫 2008-2009
- 三浦環 2009-2012
- 遠藤尚子 2012-2013
- 大澤真弓 2015-2016
- 平田恵衣 2018-2020

チームディレクター
- 平田恵衣 2020-2023

アシスタントマネージャー
- 古俣佳苗 2023-

パフォーマンスアドバイザー
- 柳下容子 2008-2013
- 平田恵衣 2016-2017
- 山田里菜 2017-2018

パフォーマンスディレクター
- 平田恵衣 2017-2018
- 山田里菜 2018-2019

アシスタントディレクター
- 栗山由美 2013-2014, 2016-2017, 2019-2020
- 五十嵐瑞穂 2013-2014, 2016-2017

サブディレクター
- 大澤真弓 2014-2015

スクールディレクター
- 栗山由美 2013-2014, 2016-2017

ジュニアチアリーダーズディレクター
- 五十嵐瑞穂 2013-2014, 2016-2017

## メンバー

### 主なメンバー
- 柳下容子 2001-2003

### 歴代メンバー
2024-25シーズン
| - 鎌田悠希（1年目） - 橋塲泉咲（1年目） - 西奈美妃菜（2年目） - 桑原未有（1年目） - 中澤真凜（2年目） - 太田心優（1年目） - 増田唯花（6年目） - 渡邊千華（4年目） - 名古屋桃花（3年目） | - 池麻里（2年目） - 小野寺菜月（3年目） - 金子綺良（3年目） - 渡部杏（4年目） - 関川真帆（1年目） - 渡辺莉奈（9年目） - 須貝梨々香（6年目） - 須藤花音（6年目） | - 波多野幸花（1年目） - 木滑留果（2年目） - 高見唯（2年目） - 丸山美優（3年目） - 清水美緒（4年目） - 風間智絵（3年目） - 木滑萌果（2年目） - 笑主しぃ（5年目） |

2023-24シーズン
| - 西奈美妃菜（1年目） - 木滑留果（1年目） - 高見唯（1年目） - 木滑萌果（1年目） - 中澤真凜（1年目） - 増田唯花（5年目） - 池麻里（1年目） - 渡邊千華（3年目） | - 渡部杏（3年目） - 名古屋桃花（2年目） - 須貝梨々香（5年目） - 小坂遥南（4年目） - 金子綺良（2年目） - 石川由利菜（12年目） - 小野寺菜月（2年目） - 鈴木詩乃（3年目） | - 結城瑠南（3年目） - 風間智絵（2年目） - 渡辺莉奈（8年目） - 須藤花音（5年目） - 清水美緒（3年目） - 丸山美優（2年目） - 笑主しぃ（4年目） |

2022-23シーズン
| - 金子ななみ（3年目） - 緒形燿（3年目） - 石川由利菜（11年目） - 三浦和花（4年目） - 渡辺莉奈（7年目） - 須藤花音（4年目） - 須貝梨々香（4年目） - 増田唯花（4年目） | - 両田沙都（3年目） - 小坂遥南（3年目） - 鈴木詩乃（2年目） - 田中みなみ（2年目） - 結城瑠南（2年目） - 清水美緒（2年目） - 渡邊千華（2年目） | - 渡部杏（2年目） - 小野寺菜月（1年目） - 名古屋桃花（1年目） - 風間智絵（1年目） - 金子綺良（1年目） - 丸山美優（1年目） - 笑主しぃ（3年目） |

2021-22シーズン
| - 増田唯花（3年目） - 渡部杏（1年目） - 木下美南（2年目） - 下澤実音（2年目） - 笑主しぃ（2年目） - 松島美玖（1年目） - 渡邊千華（1年目） - 鈴木詩乃（1年目） | - 須貝梨々香（3年目） - 金子ななみ（2年目） - 三浦和花（3年目） - 両田沙都（2年目） - 小坂遥南（2年目） - 古俣佳苗（3年目） - 石川由利菜（10年目） | - 藤宮舞（2年目） - 結城瑠南（1年目） - 須藤花音（3年目） - 渡辺莉奈（6年目） - 清水美緒（1年目） - 田中みなみ（1年目） - 緒形燿（2年目） |

2020-21シーズン
| - 須貝梨々香（2年目） - 笑主しぃ（1年目） - 両田沙都（1年目） - 木下美南（1年目） - 金子ななみ（1年目） - 大田夏樹（2年目） | - 増田唯花（2年目） - 小坂遥南（1年目） - 三浦和花（2年目） - 古俣佳苗（2年目） - 石川由利菜（9年目） | - 藤宮舞（1年目） - 緒形燿（1年目） - 渡辺莉奈（5年目） - 須藤花音（2年目） - 下澤実音（1年目） |

2019-20シーズン
| - 大石若奈（1年目） - 渡辺莉奈（4年目） - 三浦和花（1年目） - 古俣佳苗（1年目） - 石川由利菜（8年目） | - 大田夏樹（1年目） - 渡部かなみ（1年目） - 飛田野芽生（3年目） - 高山涼（2年目） | - 増田唯花（1年目） - 川﨑初音（1年目） - 須藤花音（1年目） - 須貝梨々香（1年目） |

2018-19シーズン
| - 長谷川由依（2年目） - 飛田野芽生（2年目） - 若月優芽（2年目） | - 石川由利菜（7年目） - 村松紗弓（1年目） | - 渡辺莉奈（3年目） - 高山涼（1年目） |

2017-18シーズン
| - 渡辺莉奈（2年目） - 古俣佳苗（4年目） - 緒形燿（2年目） | - 棚橋笑里夏（5年目） - 飛田野芽生（1年目） - 若月優芽（1年目） | - 石川由利菜（6年目） - 長谷川由依（1年目） - 渡部かなみ（1年目） |

2016-17シーズン
| - 田中千尋（4年目） - 小倉祥子（6年目） - 棚橋笑里夏（4年目） - 服部大空（2年目） - 石川由利菜（5年目） | - 古俣佳苗（3年目） - 渡辺紗妃（3年目） - 緒形燿（1年目） - 渡辺莉奈（1年目） - 竹田紅奈（1年目） | - 朝妻春香（3年目） - 山本あい花（3年目） - 手塚さなえ（2年目） - 三浦和花（2年目） |

2015-16シーズン
| - 古川日奈子（1年目） - 山本あい花（2年目） - 笠原えりか（1年目） - 渡辺紗妃（2年目） - 小倉祥子（5年目） - 棚橋笑里夏（3年目） | - 田中千尋（3年目） - 服部大空（1年目） - 古俣佳苗（2年目） - 渡邉愛美（2年目） - 石川由利菜（4年目） | - 岸本知佐子（1年目） - 小林桃子（3年目） - 朝妻春香（2年目） - 手塚さなえ（1年目） - 三浦和花（1年目） |

2014-15シーズン
| - 伊原琴音（1年目） - 棚橋笑里夏（2年目） - 田中千尋（2年目） - 渡邉愛美（1年目） - 石川由利菜（3年目） | - 古俣佳苗（1年目） - 小倉祥子（4年目） - 長谷川由依（1年目） - 小林桃子（2年目） | - 吉田彩乃（2年目） - 朝妻春香（1年目） - 山本あい花（1年目） - 渡辺紗妃（1年目） |

2013-14シーズン
| - 石川由利菜（2年目） - 田中千尋（1年目） - 橘沙織（5年目） | - 大澤真弓（3年目） - 小林桃子（1年目） - 棚橋笑里夏（1年目） | - 小倉祥子（3年目） - 吉田彩乃（1年目） |

2012-13シーズン
| - 森千翔（2年目） - 橘沙織（4年目） - 小倉祥子（2年目） - 石坂杏美（1年目） | - 古俣佳苗（1年目） - 山本あい花（4年目） - 大澤真弓（2年目） - 南真理子（2年目） | - 渡邊尚子（2年目） - 石垣敬愛（2年目） - 石川由利菜（1年目） |

2011-12シーズン
| - 渡邊尚子（1年目） - 森千翔（1年目） - 大澤真弓（1年目） - 中野景子（1年目） - 石垣敬愛（1年目） | - 山本あい花（3年目） - 橘沙織（3年目） - 小倉祥子（1年目） - 南真理子（1年目） - 今井里見（1年目） | - 庭野佳織（1年目） - 今井綾乃（1年目） - 安藤美和（1年目） - 遠藤尚子（3年目） - 菊池由美（2年目） |

2010-11シーズン
| - 今村ちひろ（5年目） - 橘沙織（2年目） - 有働絵津子（4年目） - 山本あい花（2年目） | - 菊池由美（1年目） - 篠原恵理（5年目） - 石郷岡雅代（2年目） - 廣瀬祐子（2年目） | - 遠藤尚子（2年目） - 樋口佳代（2年目） - 田中聡子（3年目） |

2009-10シーズン
| - 森由美子（6年目） - 今村ちひろ（4年目） - 橘沙織（1年目） - 堀文子（7年目） - 遠藤尚子（1年目） | - 田中聡子（2年目） - 有働絵津子（3年目） - 山本あい花（1年目） - 本間文香（1年目） - 廣瀬祐子（1年目） | - 南真理子（1年目） - 樋口佳代（1年目） - 田辺佳織（3年目） - 石郷岡雅代（1年目） - 篠原恵理（4年目） |

2008-09シーズン
| - 金井景子（5年目） - 今村ちひろ（3年目） - 長澤由美（4年目） - 伊藤聡美（4年目） - 清水栄里（3年目） | - 有働絵津子（2年目） - 篠原恵理（3年目） - 江村舞佳（2年目） - 山岸千乃（1年目） - 島田若枝子（2年目） | - 森由美子（5年目） - 堀文子（6年目） - 田辺佳織（2年目） - 田中聡子（1年目） |

2007-08シーズン
| - 小野綾子（1年目） - 鳥羽真美子（6年目） - 伊藤聡美（3年目） - 横山未来（5年目） - 長澤由美（3年目） - 森由美子（4年目） - 篠原恵理（2年目） | - 林さおり（2年目） - 石田良美（4年目） - 金井景子（4年目） - 清水栄里（2年目） - 坂上郁美（1年目） - 上原正美（1年目） - 堀文子（5年目） | - 今村ちひろ（2年目） - 田辺佳織（1年目） - 遠藤尚子（1年目） - 有働絵津子（1年目） - 江村舞佳（1年目） - 島田若枝子（1年目） |

2006-07シーズン
| - 松永貴子（1年目） - 清水栄里（1年目） - 林さおり（1年目） - 野屋敷有里（1年目） - 森由美子（3年目） - 細島祥子（1年目） - 栗山由美（6年目） - 長濱恵美子（1年目） - 石田良美（3年目） | - 篠原恵理（1年目） - 廣瀬祐子（1年目） - 小泉縁（1年目） - 笠原亜希子（1年目） - 斎藤世意子（1年目） - 三浦環（3年目） - 佐藤未帆（1年目） - 堀文子（4年目） - 鳥羽真美子（5年目） | - 山岸千乃（1年目） - 清水咲里（5年目） - 長澤由美（2年目） - 横山未来（4年目） - 山岸克予（5年目） - 金井景子（3年目） - 伊藤聡美（2年目） - 今村ちひろ（1年目） |

2005-06シーズン
| - 栗山由美（5年目） - 大條直子（1年目） - 石田良美（2年目） - 森由美子（2年目） - 三浦環（2年目） - 有働絵津子（1年目） - 山岸克予（4年目） | - 行田恭子（1年目） - 堀文子（3年目） - 栗原綾子（1年目） - 百瀬薫（3年目） - 伊藤聡美（1年目） - 横山未来（3年目） | - 小野瑞穂（3年目） - 鳥羽真美子（4年目） - 稲月彰子（3年目） - 金井景子（2年目） - 清水咲里（4年目） - 長澤由美（1年目） |

2004-05シーズン
| - 籾山久美子（3年目） - 土江由紀（3年目） - 佐藤智子（1年目） - 岡田淳子（1年目） - 栗山由美（4年目） - 森由美子（1年目） - 田辺佳織（1年目） - 石田良美（1年目） | - 鳥羽真美子（3年目） - 大野文（1年目） - 柳原美里（1年目） - 堀文子（2年目） - 横山未来（2年目） - 林さおり（1年目） - 百瀬薫（2年目） - 石田季子（2年目） | - 三浦環（1年目） - 稲月彰子（2年目） - 吉川里見（1年目） - 小野瑞穂（2年目） - 山岸克予（3年目） - 清水咲里（3年目） - 金井景子（1年目） |

2003-04シーズン
| - 栗山由美（3年目） - 田巻麻衣子（2年目） - 土江由紀（2年目） - 横山未来（1年目） - 横山きぬこ（1年目） - 吉岡希（1年目） - 安藤夏代（2年目） - 堀内紀子（1年目） - 桝原美里（2年目） | - 本田香苗（3年目） - 百瀬薫（1年目） - 堀文子（1年目） - 上田玲子（1年目） - 南洋子（1年目） - 山岸克予（2年目） - 三浦景子（3年目） - 清水咲里（2年目） | - 吉井香小理（3年目） - 鳥羽真美子（2年目） - 稲月彰子（1年目） - 栗原綾子（1年目） - 小野瑞穂（1年目） - 石田季子（1年目） - 籾山久美子（2年目） - 石郷岡郁代（3年目） |

2002-03シーズン
| - 土江由紀（1年目） - 玉木聖予（2年目） - 本田香苗（2年目） - 田巻麻衣子（1年目） - 鳥羽真美子（1年目） - 栗山由美（2年目） - 桝原美里（1年目） | - 石郷岡郁代（2年目） - 安藤夏代（1年目） - 籾山久美子（1年目） - 三浦景子（2年目） - 西川冴佳（2年目） - 清水咲里（1年目） | - 柳下容子（2年目） - 山岸克予（1年目） - 山田智子（2年目） - 増井祐子（2年目） - 吉井香小理（2年目） - 長谷川桃恵（2年目） |

2001-02シーズン
| - 本田香苗（1年目） - 高橋いすず（1年目） - 吉井香小理（1年目） - 山田智子（1年目） - 石郷岡郁代（1年目） | - 栗山由美（1年目） - 小野塚陽子（1年目） - 三浦景子（1年目） - 玉木聖予（1年目） - 長谷川桃恵（1年目） | - 阿部美佳（1年目） - 柳下容子（1年目） - 増井祐子（1年目） - 西川冴佳（1年目） |